# Drugsbeleid in Nederland

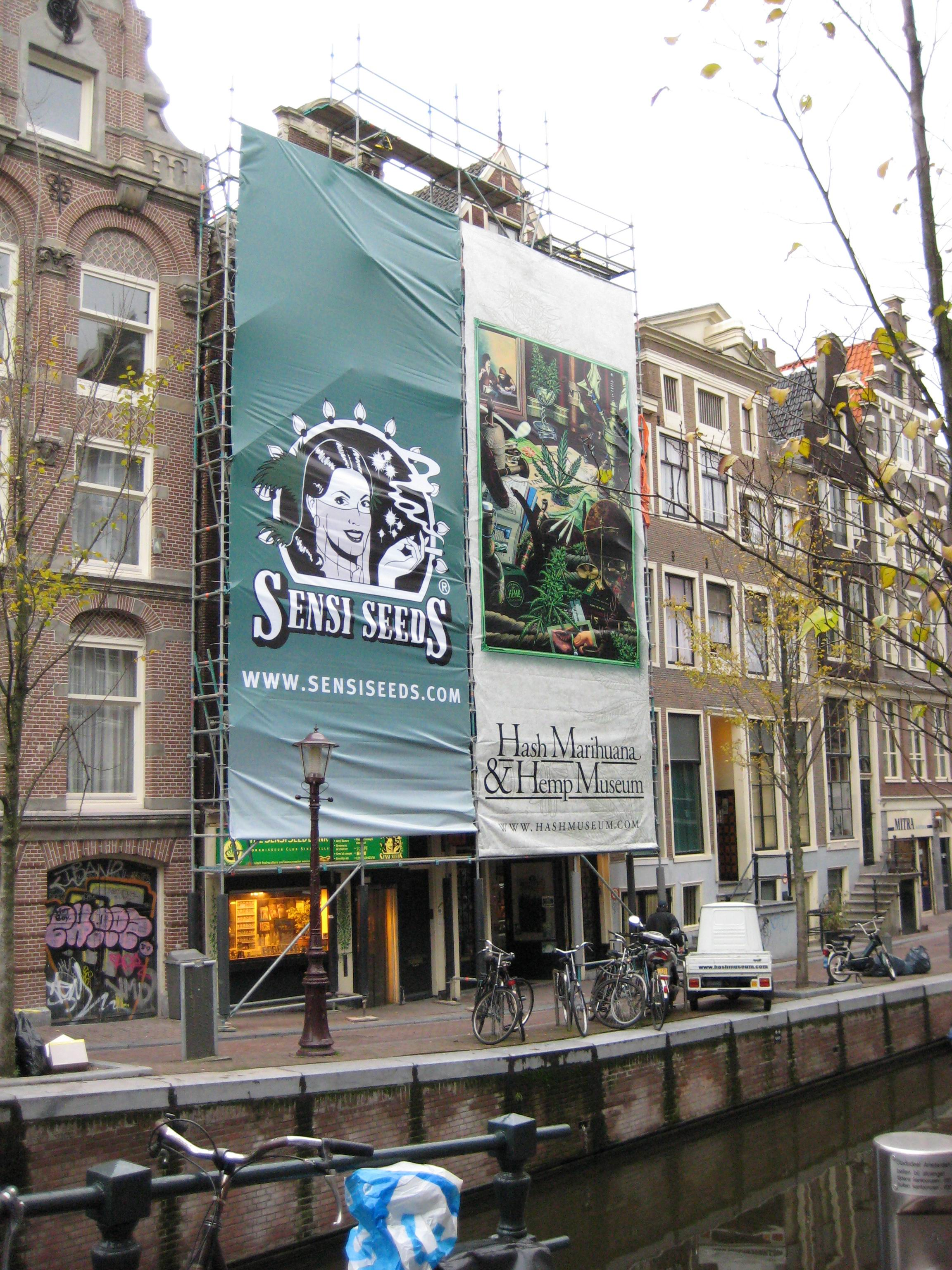
Marihuanamuseum in Amsterdam

Het Nederlands drugsbeleid is deels een pragmatisch beleid. Het pragmatische komt erop neer dat in geval van een situatie die onoplosbaar lijkt, zoals het gebruik van drugs, het beter zou zijn om het onder controle te houden dan te trachten het met wetten in te dammen, vaak met tegengestelde resultaten. Veel andere landen zien drugsgebruik enkel als schadelijk voor de maatschappij en willen het daarom uitbannen, zelfs wanneer zulk beleid in de praktijk blijkt te falen. Dit heeft weleens voor onenigheid gezorgd met andere landen, voornamelijk Frankrijk en Duitsland.
Sinds 2004 gaat het beleid in België meer de kant op van het Nederlandse model, en ook enkele Duitse wetgevers dringen erop aan om te experimenteren op basis van het Nederlandse model. Zwitserland heeft na lange parlementaire debatten in 2004 het voorstel om het Nederlandse model te volgen verworpen. Sinds 2011 werft de Stichting Drugsbeleid handtekeningen voor een petitie aangaande het beleid.

## Gedoogbeleid
In het kort houdt het gedoogbeleid in dat het voorhanden hebben van softdrugs weliswaar strafbaar is, maar dat dit feit onder bepaalde voorwaarden niet strafrechtelijk wordt vervolgd. Voor het gebruik van softdrugs geldt een minimumleeftijd van 18 jaar, en op het vergeven van softdrugs aan minderjarigen staan zware straffen. Alle handelingen met betrekking tot deze drug zijn strafbaar, met uitzondering van het gebruik ervan. Hoewel het strafbaar is, wordt het bezit van maximaal 5 gram cannabis of 5 hennepplanten niet strafrechtelijk vervolgd. De drugs kunnen echter wel in beslag worden genomen. Coffeeshops moeten zich houden aan bepaalde criteria, zo wordt de verkoop van maximaal vijf gram hasj of marihuana per transactie niet gericht opgespoord.
Voor toegang tot een coffeeshop is vereist dat men in Nederland woont (ingezetenencriterium, I-criterium) en meerderjarig is; dit wordt aangetoond door middel van een uittreksel van de Gemeentelijke basisadministratie persoonsgegevens (GBA) van de woonplaats en een geldig identiteitsbewijs. Een kort geding tegen de staat waarin coffeeshophouders de rechtmatigheid van het I-criterium aanvochten, werd door de eisers zowel in eerste aanleg als in hoger beroep verloren. Het Gerechtshof 's-Gravenhage oordeelde dat met het I-criterium een rechtmatig belang wordt gediend, namelijk het tegengaan van georganiseerde criminaliteit en het bestrijden van overlast.
Dit is een versoepeling van het eerdere systeem van de wietpas, en is overeengekomen in het Regeerakkoord 2012. De handhaving van het ingezetenencriterium geschiedt in overleg met betrokken gemeenten en zo nodig gefaseerd, waarbij wordt aangesloten bij het lokale coffeeshop- en veiligheidsbeleid zodat er sprake is van lokaal maatwerk.

## Geschiedenis van het drugs- en gedoogbeleid

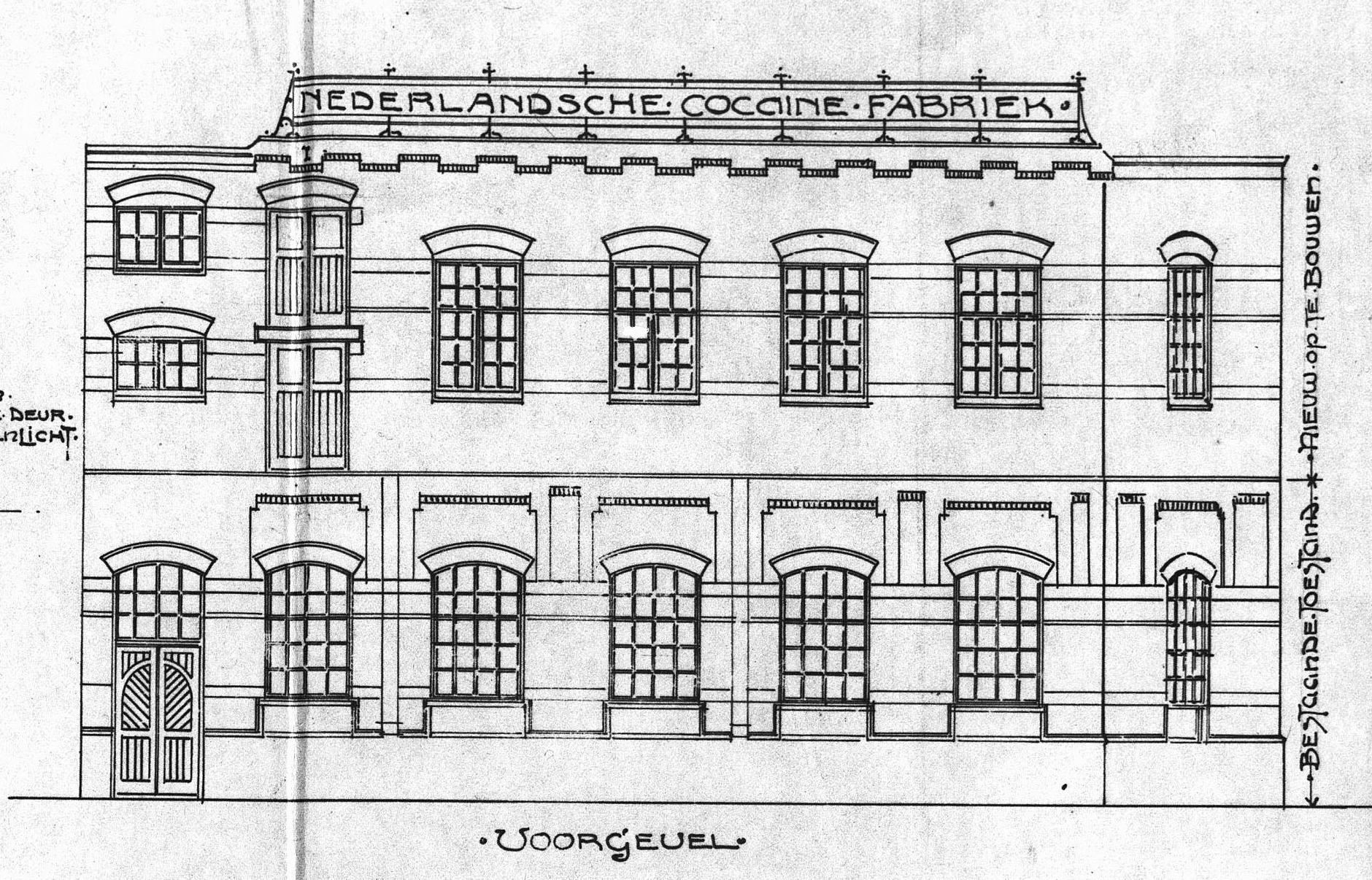
De Nederlandsche Cocaïnefabriek

In de geschiedenis van het drugs- en gedoogbeleid werd in de 17e eeuw door de Vereenigde Oostindische Compagnie opium betrokken uit de Bengalen. In 1745 werd de Amfioensociëteit opgericht die tot doel had de handel in opium te reguleren. Vanaf de 19e eeuw tot aan 1942 ging de invoer, bereiding en distributie van opium in Nederlands-Indië door de Nederlandse Staat via de zogeheten opiumregie. De eerste Drankwet kwam in 1881 tot stand, deze wet had tot doel het aantal verkooppunten van sterkedrank door middel van vergunningen te verminderen en openbare dronkenschap te beteugelen. De Nederlandsche Cocaïnefabriek was in de eerste decennia van de 20e eeuw een groot producent van onder meer cocaïne uit in Nederlands-Indië geteelde cocaplanten. Diverse Europese landen hadden grote inkomsten uit drugs, Nederland in het bijzonder uit opium en cocaïne. Met name de Verenigde Staten wilden aan het begin van de 20e eeuw restricties op drugs. In 1912 kwam het uiteindelijk in Den Haag tot een internationale conferentie waarin diverse landen, waaronder Nederland, het Internationaal Opiumverdrag opstelden. In Nederland leidde dit tot de Opiumwet die in 1919 in werking trad. Economische belangen bleven voor Nederland in de periode tot aan de Tweede Wereldoorlog een belangrijke rol spelen in het beleid ten aanzien van een aantal drugs.
Na de Tweede Wereldoorlog werden de Verenigde Staten als supermacht vrijwel mondiaal de belangrijke aangever van restrictief beleid tegenover drugs. Tegelijk verloren veel landen, waaronder Nederland, hun economische belangen in drugs vanwege dekolonisatie. In de jaren na de Tweede Wereldoorlog werd Nederlands-Indië het onafhankelijke Indonesië en daarmee verdwenen voor Nederland inkomsten uit opium en cocaïne. Internationaal komen tussen landen nieuwe en aanvullende verdragen tot stand met betrekking tot drugs. Ook de Verenigde Naties met de Wereldgezondheidsorganisatie en International Narcotics Control Board gaan gestalte geven aan internationaal beleid. In Nederland wordt de Opiumwet gaandeweg meermaals aangepast, onder meer in 1953 werd het bezit en productie van cannabis strafbaar gesteld met een wijziging. LSD werd vanaf 1966 verboden omdat geruchten de ronde deden dat provo's van plan waren tijdens het huwelijk van prinses Beatrix met Claus van Amsberg de paarden van de trouwkoets suikerklontjes met deze substantie te voeren. Tot dat jaar beliep het jaarlijks aantal onherroepelijke veroordelingen en sepots inzake de Opiumwet hoogstens in de tientallen. In 1976 was dit totaalaantal opgelopen tot boven de 3000.

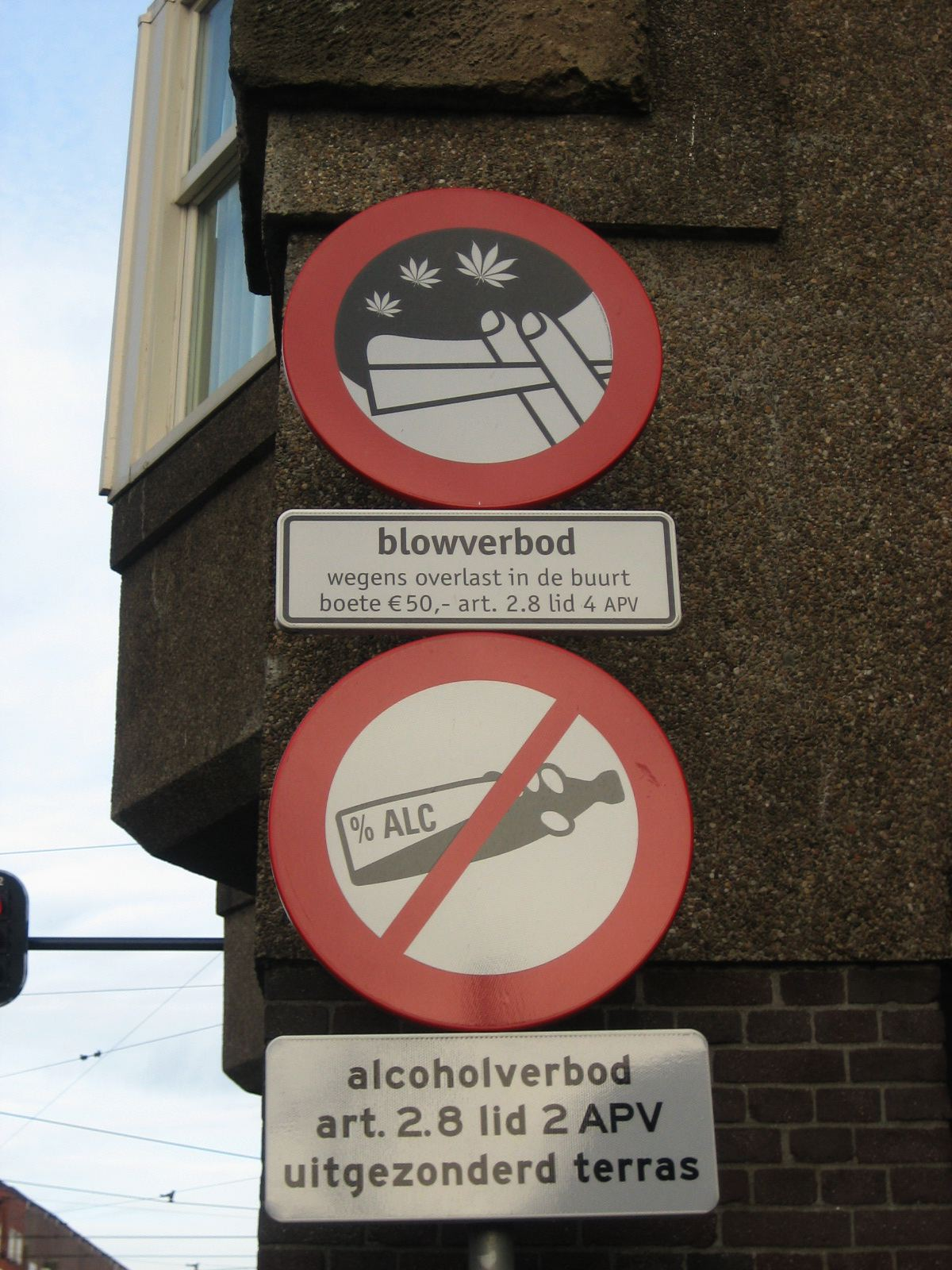
Alcohol- en blowverbod in Amsterdam volgens de APV

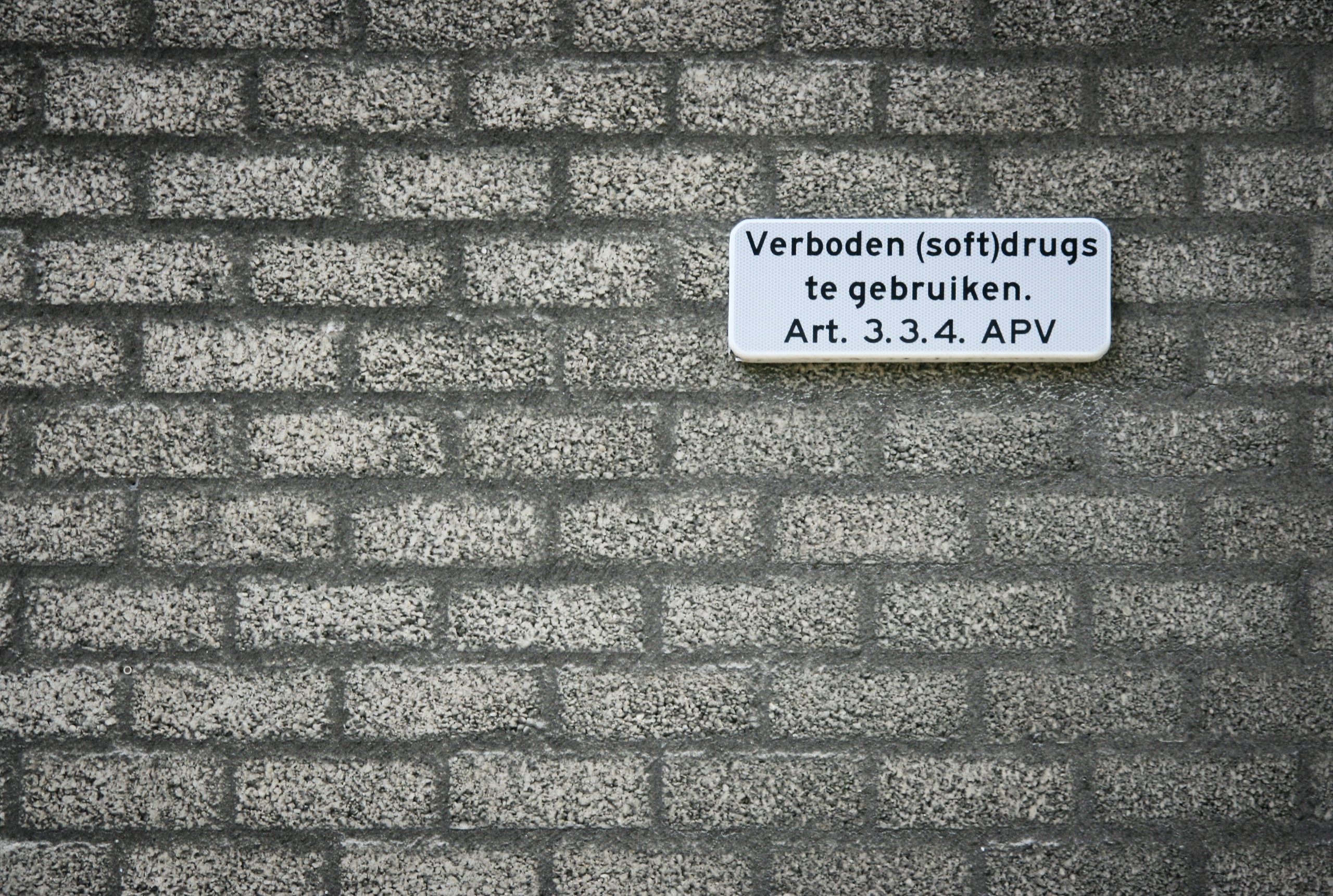
Drugsverbod in de openbare ruimte in Rotterdam volgens de APV

In Nederland ontstond in de jaren 60 met name onder experimenterende jongeren een groeiende subcultuur rond het clandestien gebruik van drugs, met name cannabis. In 1970 had de Nederlandse popgroep de Tee Set een hit met het nummer She likes weeds, waarvan de tekst kon worden opgevat als een speelse verwijzing naar cannabis-gebruik. Een aanzet in het (deels) decriminaliseren van cannabis was het Holland Pop Festival in 1970 in het Kralingse Bos. De eerste coffeeshops openen ook rond dat jaar met Mellow Yellow en Sarasani. Het drugsgedoogbeleid ontstond rond 1970 als experiment en heeft altijd onder druk en kritiek gestaan van het buitenland. Aanvankelijk werd er weinig onderscheid gemaakt tussen de bestrijding van soft- en harddrugs. Dit leidde tot openlijke handel van harddrugs, onder andere op de Zeedijk (Amsterdam) en rond de Dam. De Leidsesluisbrug stond bekend als de Pillenbrug. In 1976 komt er een wijziging van de Opiumwet met onderscheid tussen soft- en harddrugs. Een kentering in het gedoogbeleid werd in de loop van de jaren 80 duidelijk zichtbaar met schoonveegacties van de Zeedijk en later Perron 0.
De jaren 70 tekent zich daarnaast door een enorme stijging van het aantal mensen dat in Nederland aan heroïne verslaafd raakt. Er komt een methadonverstrekking op gang die in eerste instantie nog zeer beperkt en gefragmenteerd plaatsvond. Gaandeweg wordt de methadonverstrekking opgeschaald, meer gereguleerd en een belangrijke pijler in de drugshulpverlening. Vanaf het eind van de 20e eeuw wordt ook in diverse plaatsen in Nederland onder medisch toezicht gratis heroïne verstrekt aan langdurig verslaafden.
Opkomende designer drugs als MDMA (ecstasy) en 2C-B werden vanaf de jaren 1980-1989 in de Opiumwet opgenomen. Via de apotheek kan sinds 2003 medicinale cannabis worden verstrekt. In 2008 oordeelde de Hoge Raad dat onder bepaalde uitzonderlijke omstandigheden thuiskweek van cannabis is toegestaan. Datzelfde jaar kwam het "paddoverbod" tot stand. Tal van al dan niet inheemse bewustzijnsveranderende paddenstoelen vallen sindsdien onder de Opiumwet zoals het puntig kaalkopje. Opmerkelijk is onder meer dat er sindsdien ook diverse paddenstoelen op lijst II van de Opiumwet staan waarvan niet wetenschappelijk is aangetoond dat die psilocine en/of psilocybine bevatten. Begin 2012 kondigde het toenmalige kabinet-Rutte I een verbod aan op qat. Daarnaast wordt er gepleit voor een verbod op hasj. In mei van dat jaar wordt de zogeheten wietpas ingevoerd in Zuid-Nederland, hiermee kunnen onder meer uitsluitend Nederlandse ingezetenen die geregistreerd staan bij een bepaalde coffeeshop daar nog softdrugs kopen.
Was Nederland in de tweede helft van de 20e eeuw een voortrekker in het decriminaliseren van hennepproducten, gaandeweg is binnen Nederland een tendens te zien van onder meer criminalisering en striktere voorwaarden. Internationaal is daarin een tendens waarneembaar waarin breder wordt ingezet op gedogen/legalisering. Vanaf 1992 werden in Nederland coffeeshops gehouden aan de zogenaamde AHOJG-regelgeving, daarop streng gecontroleerd en bij overtreding gesloten. Het aantal coffeeshops daalt sindsdien gaandeweg door. Vanaf ongeveer 2002 worden nederwietplantages die vanaf de jaren 80 en 90 ook overdekt in woonhuizen in grote steden werden opgericht, intensiever door de politie opgespoord met behulp van helikopters met infraroodcamera's. De eigenaren van de plantages worden zwaar bestraft en kunnen uit huis worden gezet als zij daar kweekten. In 2006 werd in Amsterdam een blowverbodsbord geplaatst, diverse andere gemeenten namen deze verbodsmaatregel over. De APV werd daarin vanaf 2004 door gemeenten gebruikt om aanvullende bepalingen (verboden) uit te vaardigen ten aanzien van drugs. In juli 2011 oordeelde de Raad van State dat gemeenten een plaatselijk blowverbod niet via de APV mogen regelen. In 2012 bleek dat de zogeheten Task Force Aanpak Georganiseerde Hennepteelt, een in 2008 door twee ministers ingestelde projectgroep die wordt geleid door politie en het Openbaar Ministerie, onder meer sindsdien valse en veel te grootschalige voorstellingen gaf met betrekking tot de hennepteelt in Nederland. In 2014 werd in Amsterdam de eerste Nederlandse cannabis social club opgericht.
De toegenomen productie van (synthetische) drugs brengt zorgen mee voor Europese beleidsbepalers. Nederland is koploper in Europa op het gebied van drugsproductie. Volgens het rapport over het jaar 2023 van Europese drugsagentschap EUDA is Nederland binnen de Europese Unie een spil in de handel in MDMA. Ook voert Nederland de lijst aan op het gebied van het produceren van amfetamine (speed). Van de 93 opgerolde speedlaboratoria stonden er 38 in Nederland. Daarnaast werden in ons land tien van de in totaal veertien productielocaties van heroïne opgerold. Wat betreft het aantal ontmantelde meth-labs (methamfetamine) stond Nederland met 29 van de 242 locaties op de tweede plaats. Dit alles brengt aanzienlijke risico's met zich mee voor de volksgezondheid en veiligheid.

## Commissie Van de Donk
Op 2 juli 2009 presenteerde de Adviescommissie Drugsbeleid in opdracht van het kabinet haar visie op het Nederlands gedoogbeleid. De “commissie Van de Donk” stelt dat het gedogen van softdrugs op de schop moet. Het rapport "Geen deuren maar daden" bepleit dat gedogen van softdrugs moet stoppen.
Allereerst dient het onderscheid tussen hard- en softdrugs te verdwijnen. Ten tweede streeft de adviesgroep naar kleinschalige of zelfs besloten coffeeshop, waarbij het gebruik gereguleerd wordt. Verder dient er een aanscherping te komen in het optreden tegen illegale drugshandel (‘war on drugs’). Als laatste punt moet er meer aandacht naar jongeren gaan, een punt dat wordt ondersteund door uitvoerig onderzoek van het Trimbos-instituut (2009). Het kabinet presenteert binnenkort haar maatregelen met betrekking tot het softdrugsbeleid.
Ten opzichte van het eerste punt van onderscheid tussen hard en softdrugs is uit onderzoek van het RIVM CAM (2008) “Risicoschattingsrapport cannabis” - in tegenstelling tot Van de Donks advies - gebleken dat dit onderscheid nuttig is en dat cannabis niet in een risicogroep valt zoals de harddrugs. Het tweede standpunt van besloten coffeeshop dient om drugstoeristen tegen te houden, maar zal in de praktijk leiden tot illegale straathandel (dit is ook na het verbod op paddo’s gebeurd). Het derde aanpakadvies van war on drugs is een bekend politiek-geblindstaat fenomeen. De consumptie vanuit maatschappelijk oogpunt is nul, en dus is gedogen in principe niet nodig. Echter, het is efficiënter om niet te kiezen voor een verbod maar voor reguleren, en daar is de commissie onduidelijk over. Het rapport stelt dat gemeenten het recht krijgen de achterdeur van de coffeeshop (de aanvoer of teelt) te reguleren. Er is dus ruimte voor experimenten van gelegaliseerde softdrugsteelt door gemeenten in samenwerking met besloten coffeeshops. Dit model biedt eventueel ruimte voor beleidsmaatregelen voor stapsgewijs legaliseren van softdrugs

## Brede Heroverwegingen
Op 1 april 2010 is door het Ministerie van Financiën berekend wat de gevolgen zouden zijn van het legaliseren van softdrugs. In de Brede Heroverwegingen 15. Veiligheid en terrorisme (p. 38) wordt gezegd:
Al lange tijd is er discussie over de softdrugs, waarin sommigen pleiten voor het uit het strafrecht halen daarvan (decriminaliseren) en andere voor het uitbreiden van het gedogen tot de teelt van cannabis ten behoeve van de aanvoer (‘aan de achterdeur’) van de coffeeshops. Dergelijke maatregelen zouden ontlastend werken voor politie en justitie, waar nu m€ 160 toe te rekenen is aan de aanpak van softdrugs criminaliteit. Decriminalisering zou dit bedrag besparen, bovendien biedt het de mogelijkheid om door belastingheffing extra inkomsten te genereren (mogelijk m€ 260).
In reactie hierop schreven in mei 2010 Frits Bolkestein, Els Borst, Theo de Roos, Margreeth de Boer, Hedy d'Ancona, Raimond Dufour, Mario Lap en Harry van den Haak een brandbrief in het NRC Handelsblad om over te gaan op legaliseren, mede om de criminaliteit een halt toe te roepen. Ook de PvdA stemde in de Tweede Kamer voor om af te stappen van het gedoogbeleid. In oktober 2010 blijkt uit een andere doorberekening dat het legaliseren van softdrugs tot maximaal 850 miljoen per jaar kan opleveren. In reactie hierop is door de Stichting Drugsbeleid een petitie aan de Tweede Kamer opgestart.

## Opiumwet
De Opiumwet is de officiële wet waar het drugsbeleid onder valt. Het gedoogbeleid is echter niet opgenomen in de Opiumwet, hetgeen voor enige verwarring zorgt. Het gedoogbeleid zoals dit gehanteerd wordt door de overheid is te vinden in de Aanwijzing Opiumwet, zijnde een serie beleidsregels met betrekking tot het opsporen en vervolgen van de feiten vermeld in de Opiumwet.

## Wetsvoorstel regulering voor- en achterdeur coffeeshop
Op 26 februari 2015 diende Magda Berndsen een wetsvoorstel in ter regulering van de voor- en achterdeur van coffeeshops. Op 21 februari 2017 nam de Tweede Kamer het wetsvoorstel aan.

## Wet experiment gesloten coffeeshopketen
De Wet van 13 november 2019, houdende regels inzake een uniform experiment met teelt en verkoop van hennep en hasjiesj voor recreatief gebruik in een gesloten coffeeshopketen (Wet experiment gesloten coffeeshopketen) regelt een experiment  met op kwaliteit gecontroleerde teelt van hennep en hasjiesj voor recreatief gebruik, die (legaal dus) wordt verkocht aan coffeeshops in elf gemeenten. Waarschijnlijk zal dit echter pas in 2024 van start kunnen gaan.

###### Achtergrondinformatie
Cannabis die in Nederlandse coffeeshops wordt verkocht is als gevolg van het feit dat cannabisteelt strafbaar gesteld is altijd op illegale wijzen verbouwd. Het experiment heeft als doel te onderzoeken of het mogelijk is om op legale wijze de coffeeshops in Nederland van cannabis te voorzien. Gemeenten met coffeeshops kregen de mogelijkheid zich aan te melden voor het experiment. Telers zijn aangewezen om met toestemming cannabis te verbouwen voor het experiment.
De wet is een belangrijke stap om het experiment met cannabisteelt voor recreatief gebruik in de gesloten coffeeshopketen mogelijk te maken, zoals in het regeerakkoord is afgesproken.